# Resolució 581 del Consell de Seguretat de les Nacions Unides
La Resolució 581 del Consell de Seguretat de les Nacions Unides, aprovada el 13 de febrer de 1986 després d'escoltar representacions del Sudan i els estats de primera línia i reafirmar les resolucions 567 (1985), 568 (1985),  571 (1985),  572 (1985) i 580 (1985), el Consell va condemnar durament la "racista Sud-àfrica" per les seves recents amenaces per perpetrar actes d'agressió contra països veïns del sud d'Àfrica.
El Consell va lamentar la violència a la regió, va advertir a Sud-àfrica de cometre altres actes d'agressió, així com condemnar l'assistència d'altres Estats membres a Sud-àfrica que podrien servir per desestabilitzar altres països. També va demanar a altres estats que pressionessin Sud-àfrica de desistir d'aquests actes.
Igual que amb altres resolucions anteriors, la Resolució 581 va exigir a Sud-àfrica l'erradicació de l'apartheid, inclòs el desmantellament dels bantustans, eliminant prohibicions i restriccions sobre manifestacions anti-apartheid, organitzacions, individus i mitjans de comunicació, permetre la tornada dels exiliats i acabar amb la violència i la repressió dels negres i altres oponents a l'apartheid. També va fer una crida perquè tots els presos polítics fossin alliberats.
Finalment, la Resolució 581 va condemnar Sud-àfrica per no tenir en compte les resolucions de les Nacions Unides sobre el tema, va encomiar als estats de primera línia per proporcionar santuari als refugiats i va demanar al Secretari General de les Nacions Unides que continués vigilar la situació.
La resolució va ser aprovada per 13 vots i cap en contra, amb dues abstencions del Regne Unit i dels Estats Units.